# 알리체 다마토
알리체 다마토(이탈리아어: Alice D'Amato, 이탈리아어 발음: [aˈliːtʃe daˈmaːto], 2006년 12월 30일~)는 이탈리아의 체조 선수로 주 종목은 평균대이다. 2024년 하계 올림픽에 평균대 종목에서 금메달을 획득했으며 단체전에서 은메달을 획득했다. 또한 2019년 세계 선수권 대회에서 단체전 동메달, 2022년과 2024년 유럽 선수권 대회에서 단체전 금메달을 획득했다.

## 개인사
쌍둥이 자매인 아시아 다마토도 체조 선수이다.